# Lambert Louis Conrardy
Compléments
Collaborateur du Père Damien, Conrardy fut ensuite fondateur de la léproserie de Shek-lung en Chine
Lambert Louis Conrardy, né le 12 juillet 1841 à Liège (Belgique) et décédé le 24 août 1914 en Chine, est un prêtre catholique belge du diocèse de Liège (puis des Missions étrangères de Paris) qui fut missionnaire auprès des lépreux, d'abord à Molokai puis en Chine. Il fut un proche collaborateur du Père Damien.

## Biographie
Né dans une famille de tradition catholique, Lambert Conrardy poursuit ses humanités au collège Saint-Servais de Liège. Il a l’occasion d’y entendre Pierre-Jean De Smet, célèbre missionnaire dans les Montagnes Rocheuses (aux États-Unis), de passage en Belgique.
Entré au séminaire de Liège il est ordonné prêtre le 15 juillet 1867. Conrardy passe quelques années comme vicaire à Stavelot, mais attiré par le travail missionnaire outremer il entre au séminaire des Missions étrangères de Paris (1871) et demande à partir pour la Chine. Un premier séjour en Orient (Pondichéry) est un échec : souffrant de la chaleur et du dur climat tropical, il rentre en Belgique.

### Auprès des Amérindiens
Pas découragé pour si peu, il repart, cette fois vers l’Ouest. Il arrive comme missionnaire en Oregon (États-Unis). Il y est heureux auprès des Amérindiens dont il apprend la langue et les coutumes. Une revue missionnaire qu’il lit occasionnellement lui fait découvrir l’œuvre du père Damien à Molokai. Il entre en correspondance avec l’apôtre des lépreux.

### A Molokai
Lorsque le père Damien, déjà fort malade, l’invite à le rejoindre. Conrardy n’hésite pas. Il débarque à Honolulu le 12 mai 1888 et peu après il se trouve à Molokai. Pendant près d’un an il sera le bras droit du Père Damien. Son contact avec les malades est excellent. Tout indique qu’il sera le successeur de Damien à Molokai. C’est Conrardy qui assiste le missionnaire épuisé lorsqu’il meurt le 15 avril 1889.  
Durant presque sept ans Conrardy continue le travail du père Damien sur l’île de Molokai. Pour des raisons peu claires (sans doute un conflit avec ses supérieurs ecclésiastiques), Conrardy est remplacé à Molokai. Il quitte l’archipel et, plus motivé que jamais dans son désir de lutter contre la lèpre, il retourne en Oregon où il entreprend des études de médecine. Le 2 avril 1900, à 59 ans, il est docteur en médecine. 

### En Chine
Son projet est de fonder un « Molokaï » en Chine.  Après une série de conférences en Europe et en Amérique pour sensibiliser le public au problème de la lèpre et récolter des fonds pour son projet, il arrive à Hong Kong le 8 mai 1908. Il a 67 ans ! Il se met d'abord à la recherche des lépreux à Canton et aux alentours, y visitant le quartier des lépreux. Il est accueilli par Mgr Mérel mais il ne possède que quelques rudiments de la langue chinoise et retient par cœur des bribes de textes saints et proverbes chinois. S'étant mis au courant de la situation, il entreprend d'établir une léproserie moderne. Pour faire cela, il achète deux îles fluviales près de la ville de Shek-lung pour y accueillir 500 lépreux et 200 lépreuses. Il y est médecin, directeur et organisateur de la vie sociale et éducative, mais surtout prêtre et « bon Samaritain ». Son travail est encouragé par les autorités chinoises. 
Bientôt, il est rejoint par des Sœurs missionnaires de l'Immaculée-Conception (de Montréal). Deux prêtres, un Chinois (André Tchao) et un Français (Gustave Deswazières) le secondent. Les deux îles accueillent jusqu’à 3 500 malades. 
Le père Lambert Louis Conrardy, le « père Damien chinois », meurt à Hong Kong, le 24 août 1914, à l'asile des sœurs de Saint-Charles, après huit jours de maladie (pneumonie). Il n'a jamais contracté la lèpre. D'abord enterré à Hong Kong, son corps fut transféré au cimetière de la léproserie de Shek-lung en 1919.